# Ни, Виктор Геннадьевич
Виктор Геннадьевич Ни — казахстанский тренер по тяжелой атлетике. Старший тренер сборной Казахстана по тяжёлой атлетике.

## Карьера
Этнический кореец, родился в Джамбуле. Как и его брат Алексей Ни прославился как тренер ведущих тяжелоатлетов Казахстана.
В 1994 году окончил тренерско-преподавательский факультет Казахского государственного института физической культуры.
С 1989 года — тренер ЦСКА (Алматы).
С 2005 года — тренер ДШНК РК и Центра олимпийской подготовки (Алматы).
Главный тренер сборной Казахстана по тяжёлой атлетике. Тренирует олимпийских чемпионов Чиншанло Зульфию, Манезу Майю, Подобедову Светлану.

## Награды и звания
Заслуженный тренер Республики Казахстан (2009).
За успехи, достигнутые на XXX летних Олимпийских играх в Лондоне, награждён орденом «Барыс» второй степени..
Почётный гражданин Алматинской области (2012).